# Klubowy Puchar Europy w szachach (1997)
1997 – trzynasty sezon Klubowego Pucharu Europy w szachach. Zwyciężyła rosyjska Ładja Azow.

## Uczestnicy
W nawiasie podano średni ranking Elo. Źródło: OlimpBase

- Barbican Chess Club (2317)
- Slough Chess Club (2576)
- Dinamo Hayastan (2438)
- Erywań (2577)
- Merkur Versicherung Graz (2486)
- SC Die Klagenfurter (2356)
- KSK Rochade Eupen-Kelmis (2436)
- OSK Tessenderlo (2328)
- Bosna Sarajewo (2563)
- ŠK Borovo-Vukovar ’91 (?)
- DP Mládí Praga (2398)
- Dům Armády Praga (2463)
- Espergærde SK (2292)
- Pärnu MK (2393)
- Reval Sport Tallinn (2168)
- Etelä-Vantaan Shakki (2281)
- CS Clichy (2500)
- Philidor Mulhouse (2388)
- Iraklio OAA (2414)
- SO Peristeri (?)
- Nona Zugdidi (2000)
- Panfox Breda (2470)
- Douglas Chess Club (2048)
- Taflfélagið Hellir (2487)
- Beer Sheva Chess Club (2563)
- Elicur Petach Tikwa (2595)
- Herzliya Chess Club (2458)
- Agrouniverzal Zemun (2588)
- Goša Smederevska Palanka (2482)
- Sūduva-TV Savaitė Mariampol (2250)
- Gambit Bonnevoie (2253)
- Baltika Lipawa (2565)
- Universitātes Sports Ryga (2222)
- Alkaloid Skopje (2417)
- Rezina-Gaz Kiszyniów (2404)
- SV Empor Berlin (2337)
- Oslo SS (2380)
- Randaberg SK (2215)
- Polonia PKO BP Warszawa (2551)
- Boavista FC (2293)
- GD Diana (?)
- Empils Rostów nad Donem (?)
- Ładja Azow (2641)
- Sbierbank-Tatarstan Kazań (2642)
- Sbierbank-Tatarstan Kazań B (2449)
- Radegast-Dunaj Bratysława (2243)
- ŠD Radenska Pomgrad (2398)
- CE Genève (2462)
- SK Rockaden Stockholm (2448)
- Skara SS (2090)
- Oyak Sigorta-SGM (2175)
- TED Ankara Kolejliler (2187)
- Danko-Donbas Ałczewsk (2561)
- Jurydyczna akademіja Charków (2311)
- Cardiff Chess Club (2094)
- Nidum Liberals (2148)
- Honvéd-Mediflóra SE (2565)

## Rozgrywki

### Faza grupowa

#### Grupa 1
W Erywaniu. Źródło: OlimpBase
Ćwierćfinały, 26 września 1997
| Nona Zugdidi – Erywań 1:5                         |
| Skara SS – Danko-Donbas Ałczewsk 1:5              |
| TED Ankara Kolejliler – Beer Sheva Chess Club 0:6 |
| Dinamo Hayastan wolny los                         |

O miejsca 5–8, 27 września 1997
| Skara SS – Nona Zugdidi 3:3     |
| TED Ankara Kolejliler wolny los |

Półfinały, 27 września 1997
| Beer Sheva Chess Club – Danko-Donbas Ałczewsk 3:3 |
| Dinamo Hayastan – Erywań 1:5                      |

O 5. miejsce, 28 września 1997
| Nona Zugdidi – TED Ankara Kolejliler 3½:2½ |

O 3. miejsce, 28 września 1997
| Danko-Donbas Ałczewsk – Dinamo Hayastan 5:1 |

Finał, 28 września 1997
| Erywań – Beer Sheva Chess Club 3½:2½ |

| Msc | Zespół                | M | W | R | P |
| --- | --------------------- | - | - | - | - |
| 1   | Erywań                | 3 | 3 | 0 | 0 |
| 2   | Beer Sheva Chess Club | 3 | 2 | 0 | 1 |
| 3   | Danko-Donbas Ałczewsk | 3 | 2 | 0 | 1 |
| 4   | Dinamo Hayastan       | 2 | 0 | 0 | 2 |
| 5   | Nona Zugdidi          | 3 | 2 | 0 | 1 |
| 6   | TED Ankara Kolejliler | 2 | 0 | 0 | 2 |
| 7   | Skara SS              | 2 | 0 | 0 | 2 |

#### Grupa 2
W Eupen. Źródło: OlimpBase
Ćwierćfinały, wrzesień 1997
| Bosna Sarajewo – Cardiff Chess Club 6:0        |
| Espergærde SK – KSK Rochade Eupen-Kelmis 3½:2½ |
| Barbican Chess Club – CS Clichy 1½:4½          |
| Herzliya Chess Club – Baltika Lipawa 3:3       |

O miejsca 5–8, wrzesień 1997
| KSK Rochade Eupen-Kelmis – Barbican Chess Club 2½:3½ |
| Cardiff Chess Club – Baltika Lipawa 1:5              |

Półfinały, wrzesień 1997
| Herzliya Chess Club – Espergærde SK 3½:2½ |
| Bosna Sarajewo – CS Clichy 3:3            |

O 7. miejsce, wrzesień 1997
| Cardiff Chess Club – KSK Rochade Eupen-Kelmis 3:3 |

O 5. miejsce, wrzesień 1997
| Baltika Lipawa – Barbican Chess Club 5:1 |

O 3. miejsce, wrzesień 1997
| CS Clichy – Espergærde SK 4:2 |

Finał, wrzesień 1997
| Bosna Sarajewo – Herzliya Chess Club 3:3 |

| Msc | Zespół                   | M | W | R | P |
| --- | ------------------------ | - | - | - | - |
| 1   | Herzliya Chess Club      | 3 | 3 | 0 | 0 |
| 2   | Bosna Sarajewo           | 3 | 2 | 0 | 1 |
| 3   | CS Clichy                | 3 | 2 | 0 | 1 |
| 4   | Espergærde SK            | 3 | 1 | 0 | 2 |
| 5   | Baltika Lipawa           | 3 | 2 | 0 | 1 |
| 6   | Barbican Chess Club      | 3 | 1 | 0 | 2 |
| 7   | Cardiff Chess Club       | 3 | 1 | 0 | 2 |
| 8   | KSK Rochade Eupen-Kelmis | 3 | 0 | 0 | 3 |

#### Grupa 3
W Slough. Źródło: OlimpBase
Ćwierćfinały, 19 września 1997
| Slough Chess Club – SV Empor Berlin 4½:1½         |
| Oslo SS – ŠD Radenska Pomgrad 3½:2½               |
| Merkur Versicherung Graz – Douglas Chess Club 5:1 |
| OSK Tessenderlo – Panfox Breda 1½:4½              |

O miejsca 5–8, 20 września 1997
| ŠD Radenska Pomgrad – OSK Tessenderlo 2½:3½ |
| SV Empor Berlin – Douglas Chess Club 5½:½   |

Półfinały, 20 września 1997
| Slough Chess Club – Oslo SS 5:1             |
| Merkur Versicherung Graz – Panfox Breda 4:2 |

O 7. miejsce, 21 września 1997
| Douglas Chess Club – ŠD Radenska Pomgrad 1½:4½ |

O 5. miejsce, 21 września 1997
| SV Empor Berlin – OSK Tessenderlo 3½:2½ |

O 3. miejsce, 21 września 1997
| Panfox Breda – Espergærde SK 4:2 |

Finał, 21 września 1997
| Merkur Versicherung Graz – Slough Chess Club 3½:2½ |

| Msc | Zespół                   | M | W | R | P |
| --- | ------------------------ | - | - | - | - |
| 1   | Merkur Versicherung Graz | 3 | 3 | 0 | 0 |
| 2   | Slough Chess Club        | 3 | 2 | 0 | 1 |
| 3   | Panfox Breda             | 3 | 2 | 0 | 1 |
| 4   | Oslo SS                  | 3 | 1 | 0 | 2 |
| 5   | SV Empor Berlin          | 3 | 2 | 0 | 1 |
| 6   | OSK Tessenderlo          | 3 | 1 | 0 | 2 |
| 7   | ŠD Radenska Pomgrad      | 3 | 1 | 0 | 2 |
| 8   | Douglas Chess Club       | 3 | 0 | 0 | 3 |

#### Grupa 4
W Parnawie. Źródło: OlimpBase
Ćwierćfinały, 17 października 1997
| Etelä-Vantaan Shakki – Pärnu MK 1:5                        |
| Universitātes Sports Ryga – Empils Rostów nad Donem w/o +- |
| Randaberg SK – Sūduva-TV Savaitė Mariampol 3:3             |
| SK Rockaden Stockholm – Agrouniverzal Zemun 1:5            |

O miejsca 5–8, 18 października 1997
| SK Rockaden Stockholm – Etelä-Vantaan Shakki 4½:1½ |
| Sūduva-TV Savaitė Mariampol wolny los              |

Półfinały, 18 października 1997
| Pärnu MK – Randaberg SK 4½:1½                         |
| Agrouniverzal Zemun – Universitātes Sports Ryga 4½:1½ |

O 5. miejsce, 19 października 1997
| Sūduva-TV Savaitė Mariampol – SK Rockaden Stockholm 0:6 |

O 3. miejsce, 19 października 1997
| Universitātes Sports Ryga – Randaberg SK 3½:2½ |

Finał, 19 października 1997
| Agrouniverzal Zemun – Pärnu MK 3½:2½ |

| Msc | Zespół                      | M | W | R | P |
| --- | --------------------------- | - | - | - | - |
| 1   | Agrouniverzal Zemun         | 3 | 3 | 0 | 0 |
| 2   | Pärnu MK                    | 3 | 2 | 0 | 1 |
| 3   | Universitātes Sports Ryga   | 2 | 1 | 0 | 1 |
| 4   | Randaberg SK                | 3 | 1 | 0 | 2 |
| 5   | SK Rockaden Stockholm       | 3 | 2 | 0 | 1 |
| 6   | Sūduva-TV Savaitė Mariampol | 2 | 0 | 0 | 2 |
| 7   | Etelä-Vantaan Shakki        | 2 | 0 | 0 | 2 |

#### Grupa 5
W Miluzie. Źródło: OlimpBase
Ćwierćfinały, 3 października 1997
| Boavista FC – Philidor Mulhouse 1½:4½   |
| DP Mládí Praga – Taflfélagið Hellir 2:4 |
| SC Die Klagenfurter – CE Genève 3:3     |
| SO Peristeri – Gambit Bonnevoie w/o -+  |

O miejsca 5–8, 4 października 1997
| CE Genève – DP Mládí Praga 4½:1½ |
| Boavista FC wolny los            |

Półfinały, 4 października 1997
| Philidor Mulhouse – SC Die Klagenfurter 4½:1½ |
| Gambit Bonnevoie – Taflfélagið Hellir 2½:3½   |

O 5. miejsce, 5 października 1997
| Boavista FC – CE Genève 2:4 |

O 3. miejsce, 5 października 1997
| Gambit Bonnevoie – SC Die Klagenfurter 1½:4½ |

Finał, 5 października 1997
| Taflfélagið Hellir – Philidor Mulhouse 3½:2½ |

| Msc | Zespół              | M | W | R | P |
| --- | ------------------- | - | - | - | - |
| 1   | Taflfélagið Hellir  | 3 | 3 | 0 | 0 |
| 2   | Philidor Mulhouse   | 3 | 2 | 0 | 1 |
| 3   | SC Die Klagenfurter | 3 | 2 | 0 | 1 |
| 4   | Gambit Bonnevoie    | 2 | 0 | 0 | 2 |
| 5   | CE Genève           | 3 | 2 | 0 | 1 |
| 6   | Boavista FC         | 2 | 0 | 0 | 2 |
| 7   | DP Mládí Praga      | 2 | 0 | 0 | 2 |

#### Grupa 6
W Heraklionie. Źródło: OlimpBase
Ćwierćfinały, 10 października 1997
| Iraklio OAA – Radegast-Dunaj Bratysława 4:2 |
| Oyak Sigorta-SGM – Alkaloid Skopje 3:3      |
| Ładja Azow – GD Diana w/o +-                |
| Nidum Liberals – Honvéd-Mediflóra SE 1:5    |

O miejsca 5–8, 11 października 1997
| Radegast-Dunaj Bratysława – Alkaloid Skopje 1½:4½ |
| Nidum Liberals – GD Diana w/o +-                  |

Półfinały, 11 października 1997
| Ładja Azow – Oyak Sigorta-SGM 6:0     |
| Honvéd-Mediflóra SE – Iraklio OAA 3:3 |

O 7. miejsce, 12 października 1997
| GD Diana – Radegast-Dunaj Bratysława w/o -+ |

O 5. miejsce, 12 października 1997
| Alkaloid Skopje – Nidum Liberals 5½:½ |

O 3. miejsce, 12 października 1997
| Honvéd-Mediflóra SE – Oyak Sigorta-SGM 6:0 |

Finał, 12 października 1997
| Iraklio OAA – Ładja Azow 1:5 |

| Msc | Zespół                    | M | W | R | P |
| --- | ------------------------- | - | - | - | - |
| 1   | Ładja Azow                | 2 | 2 | 0 | 0 |
| 2   | Iraklio OAA               | 3 | 2 | 0 | 1 |
| 3   | Honvéd-Mediflóra SE       | 3 | 2 | 0 | 1 |
| 4   | Oyak Sigorta-SGM          | 3 | 1 | 0 | 2 |
| 5   | Alkaloid Skopje           | 3 | 2 | 0 | 1 |
| 6   | Nidum Liberals            | 2 | 0 | 0 | 2 |
| 7   | Radegast-Dunaj Bratysława | 2 | 0 | 0 | 2 |
| 8   | GD Diana                  | 0 | 0 | 0 | 0 |

#### Grupa 7
W Krynicy Morskiej. Źródło: OlimpBase
Ćwierćfinały, 15 września 1997
| Dům Armády Praga – ŠK Borovo-Vukovar ’91 w/o +-          |
| Elicur Petach Tikwa – Polonia PKO BP Warszawa 2½:3½      |
| Goša Smederevska Palanka – Rezina-Gaz Kiszyniów 2½:3½    |
| Jurydyczna akademіja Charków – Reval Sport Tallinn 2½:3½ |

O miejsca 5–8, 16 września 1997
| Elicur Petach Tikwa – Jurydyczna akademіja Charków 6:0  |
| ŠK Borovo-Vukovar ’91 – Goša Smederevska Palanka w/o -+ |

Półfinały, 16 września 1997
| Rezina-Gaz Kiszyniów – Reval Sport Tallinn 4:2   |
| Polonia PKO BP Warszawa – Dům Armády Praga 4½:1½ |

O 7. miejsce, 17 września 1997
| Jurydyczna akademіja Charków – ŠK Borovo-Vukovar ’91 w/o +- |

O 5. miejsce, 17 września 1997
| Goša Smederevska Palanka – Elicur Petach Tikwa 1:5 |

O 3. miejsce, 17 września 1997
| Reval Sport Tallinn – Dům Armády Praga 1:5 |

Finał, 17 września 1997
| Rezina-Gaz Kiszyniów – Polonia PKO BP Warszawa 3:3 |

| Msc | Zespół                       | M | W | R | P |
| --- | ---------------------------- | - | - | - | - |
| 1   | Polonia PKO BP Warszawa      | 3 | 3 | 0 | 0 |
| 2   | Rezina-Gaz Kiszyniów         | 3 | 2 | 0 | 1 |
| 3   | Dům Armády Praga             | 2 | 1 | 0 | 1 |
| 4   | Reval Sport Tallinn          | 3 | 1 | 0 | 2 |
| 5   | Elicur Petach Tikwa          | 3 | 2 | 0 | 1 |
| 6   | Goša Smederevska Palanka     | 2 | 0 | 0 | 2 |
| 7   | Jurydyczna akademіja Charków | 2 | 0 | 0 | 2 |
| 8   | ŠK Borovo-Vukovar ’91        | 0 | 0 | 0 | 0 |

### Faza finałowa
W Kazaniu. W turnieju nie wzięły udziału Agrouniverzal Zemun i Taflfélagið Hellir, w związku z czym do rozgryweo dopuszczono Sbierbank-Tatarstan Kazań B i Rezinę-Gaz Kiszyniów. Źródło: OlimpBase

#### Ćwierćfinały
28 listopada 1997
| Ładja Azow – Merkur Versicherung Graz 4½:1½            |
| Erywań – Sbierbank-Tatarstan Kazań 2:4                 |
| Herzliya Chess Club – Polonia PKO BP Warszawa 2½:3½    |
| Rezina-Gaz Kiszyniów – Sbierbank-Tatarstan Kazań B 3:3 |

#### O miejsca 5–8
29 listopada 1997
| Merkur Versicherung Graz – Erywań 4:2            |
| Rezina-Gaz Kiszyniów – Herzliya Chess Club 2½:3½ |

#### Półfinały
29 listopada 1997
| Sbierbank-Tatarstan Kazań – Ładja Azow 2½:3½                  |
| Polonia PKO BP Warszawa – Sbierbank-Tatarstan Kazań B 3:3 pd. |

#### O 7. miejsce
30 listopada 1997
| Erywań – Rezina-Gaz Kiszyniów 5:1 |

#### O 5. miejsce
30 listopada 1997
| Merkur Versicherung Graz – Herzliya Chess Club 3½:2½ |

#### O 3. miejsce
30 listopada 1997
| Sbierbank-Tatarstan Kazań B – Sbierbank-Tatarstan Kazań 1:5 |

#### Finał
30 listopada 1997
| Polonia PKO BP Warszawa – Ładja Azow 3:3 pd. |

1. Eduardas Rozentalis – Jewgienij Bariejew ½:½
2. Lembit Oll – Piotr Swidler ½:½
3. Aleksander Wojtkiewicz – Michał Krasenkow ½:½
4. Jacek Gdański – Wadim Zwiagincew ½:½
5. Bartłomiej Macieja – Aleksander Oniszczuk ½:½
6. Bartosz Soćko – Siergiej Dołmatow ½:½

#### Klasyfikacja
| Msc | Zespół                      | M | W | R | P |
| --- | --------------------------- | - | - | - | - |
| 1   | Ładja Azow                  | 3 | 3 | 0 | 0 |
| 2   | Polonia PKO BP Warszawa     | 3 | 2 | 0 | 1 |
| 3   | Sbierbank-Tatarstan Kazań   | 3 | 2 | 0 | 1 |
| 4   | Sbierbank-Tatarstan Kazań B | 3 | 1 | 0 | 2 |
| 5   | Merkur Versicherung Graz    | 3 | 2 | 0 | 1 |
| 6   | Herzliya Chess Club         | 3 | 1 | 0 | 2 |
| 7   | Erywań                      | 3 | 1 | 0 | 2 |
| 8   | Rezina-Gaz Kiszyniów        | 3 | 0 | 0 | 3 |